# José Ángel Ziganda
José Ángel "Cuco" Ziganda Lakuntza (Larrainzar, 1 oktober 1966) is een Spaans voetbaltrainer en ex-voetballer.

## Carrière als speler
Hij speelde voor CA Osasuna en Athletic Bilbao en scoorde 111 goals in de Spaanse Primera División, 19 in de Segunda, negen in de UEFA-Cup en zes in de Copa del Rey.
Ook speelde hij één wedstrijd voor het Spaanse nationale voetbalelftal tegen Roemenië in 1991.

## Carrière als trainer
José Ziganda trainde verschillende jeugdteams van Osasuna, inclusief Osasuna B in 2005-2006. Nadat Javier Aguirre Osasuna verliet, werd hij de nieuwe hoofdtrainer van de Pamplona. In zijn eerste seizoen werd Osasuna uitgeschakeld in de UEFA Champions League en moest het verscheide tegenslagen verwerken in de competitie. De situatie in de competitie werd gaandeweg het seizoen beter en werden de halve finales van de UEFA-Cup bereikt, waarin het werd uitgeschakeld door de latere winnaar Sevilla.
Begin juli 2009 werd hij coach van het net naar Primera División gepromoveerde Xerez.  Toen de ploeg na zeventiem wedstrijden maar zeven punten had gesprokkeld, werd hij op 12 januari 2010 ontslagen.
Op 18 januari 2020 kreeg hij nogmaals een kans als trainer.  Hij verving Javi Rozada, die met zijn ploeg Oviedo in de degradatiezone van de Segunda División A was gesukkeld.  Hij tekende een contract tot het einde van het seizoen 2019-2020, met een optie van een bijkomend jaar.  Deze optie werd gelicht toen hij op het einde van het seizoen als vijftiende eindigde en zo het behoud kon verzekeren.  Het seizoen 2021-2022 werd een succes met een zure nasmaak.  De ploeg eindigde met een zevende plaats net buiten de play off plaatsen en wat het nog erger maakte was het feit dat de latere winnaar van deze nacompetitite, Girona, met evenveel punten eindigde maar met een beter doelpuntensaldo.  Op 8 juni 2022 kondigde hij tijdens een persconferentie aan dat hij zijn contract niet zou verlengen.
Enkele dagen later op 13 juni 2022 tekende hij voor seizoen 2022-2023 voor reeksgenoot Huesca.  De ploeg maakte een overgangsjaar mee en eindigde uiteindelijk op de vijftiende plaats.  Hij werd verlengd voor seizoen 2023-2024, maar toen de ploeg met een eenentwintigste plaats in de degradatiezone terecht kwam werd hij op 8 oktober 2023 ontslagen. 